# کرلون (بازیکن فوتبال)
کرلون (بازیکن فوتبال) بازیکن فوتبال اهل برزیل است .